# اریک پترسون (الهیات‌شناس)
اریک پترسون (انگلیسی: Erik Peterson; ۷ ژوئن ۱۸۹۰ – ۲۶ اکتبر ۱۹۶۰) مورخ، متخصص الهیات، و استاد دانشگاه اهل آلمان بود.